# ヴィフラ川の戦い
ヴィフラ川の戦い（ロシア語: Битва на реке Вихре）は、1386年4月29日に、ムスチスラヴリ付近のヴィフラ川で起こった戦いである。リトアニア大公国軍が、かねてからムスチスラヴリ公国の奪還を狙っていたスモレンスク公スヴャトスラフを破った。また、この戦いは、1386年2月のアンドリュスのルコームリ占領、クレヴォの合同に抵抗するリヴォニア騎士団のリトアニア西部への侵略と連動したものだった。
スモレンスク公国軍はヴィツェプスクとヴォルシャを包囲したが陥落させることができず、国境地帯の多数のリトアニア領土を荒らし、カリガイラの守るムスチスラヴリを包囲した。ポーランド王ヴワディスワフ2世は、包囲された弟を助けるため、スキルガイラ、カリブタス、レングヴェニス、ヴィータウタスの諸公からなる軍勢を派遣した。
戦闘の結果、スモレンスク軍は完全に撃破され、スヴャトスラフと公子イヴァンは戦死した。スヴャトスラフの二人の子、グレプとユーリー(ru)は重傷を負い捕らえられた。スモレンスク公国は、リトアニア大公国との従属関係（封臣化）の承認を余儀なくされた。スモレンスク公にはユーリーが据えられ、グレプは人質としてリトアニアへ留め置かれた。